# 揖斐警察署
揖斐警察署（いびけいさつしょ）は、岐阜県警察が管轄する警察署の一つである。
管内に伊吹山などの山岳地帯があり、能郷白山山岳警備隊（拠点は北方警察署）の準拠点である。

## 所在地
- 岐阜県揖斐郡揖斐川町上南方4-5

## 管轄区域
- 揖斐郡全域
  - 揖斐川町
  - 大野町
  - 池田町

## 沿革
- 1873年（明治6年）- 岐阜県大野郡三輪村（現揖斐川町）に第16番取締局を開設。
- 1875年（明治8年）- 大垣警察署三輪分署になる。
- 1889年（明治22年）- 揖斐警察署に改称。
- 1947年（昭和22年） - 旧警察法により、揖斐町自治警察が設置される。これにより揖斐町（現・揖斐川町の一部）には国家地方警察岐阜県揖斐警察署と、揖斐町自治警察の2つの警察組織が存在することとなる。
- 1951年（昭和26年）- 揖斐町の財政難により揖斐町自治警察の廃止が提案され、住民投票により廃止が賛成される。これにより2つの警察組織は統合され、岐阜県揖斐警察署となる。
- 1974年（昭和49年）- 現在地に移転。

## 組織
- 会計課 - 会計係
- 警務課 - 警務係、相談係
- 生活安全課 - 生活安全係
- 地域課 - 地域係、機動警ら係
- 刑事課 - 刑事係、鑑識係
- 交通課 - 交通係
- 警備課 - 警備係

## 交番
（ ）の中は所在地。

### 池田町
- 池田交番（揖斐郡池田町六之井1474-1）

### 大野町
- 大野交番（揖斐郡大野町黒野110-5）

## 駐在所
（ ）の中は所在地。

### 揖斐川町
- 小島警察官駐在所（揖斐郡揖斐川町市場25-1）
- 養基警察官駐在所（揖斐郡揖斐川町脛永428）
- 藤橋警察官駐在所（揖斐郡揖斐川町東横山437-2）
- 谷汲警察官駐在所（揖斐郡揖斐川町谷汲名礼245-5）
- 坂内警察官駐在所（揖斐郡揖斐川町坂内広瀬935）
- 久瀬警察官駐在所（揖斐郡揖斐川町東津汲998-1）
- 春日警察官駐在所（揖斐郡揖斐川町春日六合790-1）

### 大野町
- 川合警察官駐在所（揖斐郡大野町五之里400-2）

## 交通

### 交通機関
- 養老鉄道養老線揖斐駅より約3km
- 揖斐川町コミュニティバス「中央公民館前」バス停下車、徒歩約3分

### 自動車
- 国道303号揖斐総合庁舎前交差点

## 周辺
- 揖斐川町役場
- 揖斐総合庁舎
- 岐阜県立揖斐高等学校
- 揖斐厚生病院
- 揖斐陣屋址
- 揖斐城址